# Andris Jēkabsons
Andris Jēkabsons, (nacido el 17 de marzo de 1961 en Liepāja, Letonia) es un exjugador de baloncesto letón. Consiguió 1 medalla en competiciones internacionales con la Unión Soviética.